# Guadalupe, Zacatecas

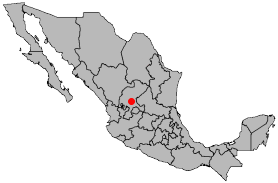
Stadens läge i Mexiko

Guadalupe är en stad i centrala Mexiko och är belägen i delstaten Zacatecas. 

## Stad och storstadsområde
Guadalupe ligger strax öster om delstatens huvudort Zacatecas och bildar tillsammans med denna ett storstadsområde, Zona Metropolitana de Zacatecas-Guadalupe. Guadalupe har 105 369 invånare (2007), med totalt 137 028 invånare (2007) i hela kommunen på en yta av 814 km². Storstadsområdet har 273 000 invånare (2007) på en yta av 1 263 km².